# Злочиначки умови (18. сезона)
Злочиначки умови (engl. Criminal Minds) је америчка криминалистичка драмска телевизијска серија која прати рад Јединице за анализу понашања (ЈАП-а) (engl. Behavioral Analysis Unit - BAU) чије је седиште у Квантику у Вирџинији. Серија се разликује од других серија те врсте по томе што се више усредсређује на злочинца него на сам злочин. Серију је продуцирала продукција The Mark Gordon Company у сарадњи са телевизијским студијима CBS и ABC. Серија је првобитно названа Квантико, а пробна епизода је снимљена у Ванкуверу.

## Опис
Осамнаеста сезона серије Злочиначки умови је емитована на каналу CBS од 8. маја до 10. јула 2025. Сваки главни лик из седамнаесте сезоне, међу којима је и осумњичени из више сезона Елијас Војт, вратио се у овој сезони.
У јануару 2024. године, Џош Стјуарт је објавио да се неће вратити у серију пошто се први пут појавио као Вилијам Ламонтејн млађи у другој сезони серије 2007. године. Директорка срије Ерика Месер открила је да је последња сцена са Стјуартовим ликом снимљена „пре неколико сезона, много пре његове одлуке да напусти серију“. Стјуарт није наведен у заслузи за своја појављивања у 2. и 3. епизоди.
Многи обожаваоци су ишчекивали повратак Спенсера Рида, оригиналног лика из серије кога игра Метју Греј Габлер, а који се последњи пут појавио у петнаестој сезони. Директорка серије Ерика Месер, заједно са Габлером, истака је спремност да се Спенсер Рид врати, али није јасно да ли ће се то догодити и када због обавеза глумца. Потврђено је да ће поновити своју улогу у једној епизоди ове сезоне, а вратио се у трећој епизоди „Време да се растаје“. Ејми Гарсија се појављивала током целе сезоне као др. Џулија Очоа.

## Улоге

### Главне
- Џо Мантења кao Дејвид Роси
- А.Џ. Кук кao Џенифер Џаро
- Кирстен Вангснес кao Пенелопи Гарсија
- Ејша Тајлер као Тара Луис
- Зек Гилфорд као Елијас Војт
- РЏ Хатанака као Тајлер Грин
- Адам Родригез као Лук Алвез
- Паџет Брустер као Емили Прентис

### Гостујуће
- Метју Греј Габлер као Спенсер Рид (епизода 3)

## Епизоде
| Бр. еп. (укупно) | Бр. еп. (у сезони) | Наслов                               | Редитељ         | Сценариста              | Премијера     |
| --- | ------------------ | ------------------------------------ | --------------- | ----------------------- | ------------- |
| 345 | 1                  | "Пливачки каменац"                   | Бетани Руни     | Брин Фрејзер            | 8. мај 2025.  |
| Екипа креће у потрагу за серијским убицом који убија своје жртве остављајући их да се одржавају на површини испод поклопца базена док не изгубе снагу. |                    |                                      |                 |                         |               |
| 346 | 2                  | "Чувар зоолошког врта"               | Ејша Тајлер     | Кристофер Барбур        | 15. мај 2025. |
| Екипа проналази видео снимке успаваног убице са Сикаријусове мреже познатог под надимком „Чувар зоолошког врта“. У међувремену, Вил је имао мождани удар. |                    |                                      |                 |                         |               |
| 347 | 3                  | "Време да се растаје"                | Џо Мантења      | Ерика Месер             | 22. мај 2025. |
| Елијас је задобио повреду мозга док је био у затвору и сада има амнезију и не зна ко је нити било шта слично. Лекари и екипа спроводе испитивања како би утврдили да ли Елијас глуми или је повреда мозга права? Једина преживела жртва његовог похода је доведена у нади да ће се сећање пробудити. Вил покушава да направи кафу, каже да се не осећа добро и пада. |                    |                                      |                 |                         |               |
| 348 | 4                  | "Добро сам, добро је. Све је у реду" | Ентони Витро    | Џејн А. Ашер            | 29. мај 2025. |
| Док екипа ради на случају вађења органа, Војта поступак опоравка наводи на сумњу да је вероватније затвореник него жртва. Џеј-Џеј проналази криптични снимак објављен на интернет страници ЈАП-капија маскирани несуб који би могао бити повезан са Војтовом мрежом.                                                                                                 |                    |                                      |                 |                         |               |
| 349 | 5                  | "Свиреп човек"                       | Нелсон Мекормик | Саливен Фицџералд       | 5. јун 2025.  |
| Џеј-Џеј сарађује са др. Очоом како би помогла Војту да обради истину о својој несрећној прошлости и говори му да један од његових следбеника има поруку од тајанственог непознатог починиоца који изгледа организује преостале чланове његове мреже серијских убица.                                                                                                 |                    |                                      |                 |                         |               |
| 350 | 6                  | "Пакао је празан (1. део)"           | Џеклин Теџада   | Чарлс Дјуи              | 12. јун 2025. |
| Екипа истражује мрежног убицу који живе закопава своје жртве. |                    |                                      |                 |                         |               |
| 351 | 7                  | "...А сви ђаволи су овде (2. део)"   | А.Џ. Кук        | Карлтон Вилијам Гилеспи | 19. јун 2025. |
| Несуб са Војтове мреже узима таоце, мучи их и убија док се Војт суочава са познатим „лицем“ из прошлости. |                    |                                      |                 |                         |               |
| 352 | 8                  | "Тара (3. део)"                      | Шарат Раџу      | Чикодили Агвуна         | 26. јун 2025. |
| Тару посећује дух који јој помаже да дође до корена својих проблема у вези. |                    |                                      |                 |                         |               |
| 353 | 9                  | "Успут"                              | Дар Арниокоски  | Брин Фрејзер            | 3. јул 2025.  |
| Екипа се приближава откривању идентитета "Ученице". |                    |                                      |                 |                         |               |
| 354 | 10                 | "Ученица"                            | Глен Кершо      | Кристофер Барбур        | 10. јул 2025. |
| Пошто је "Ученица" кренула на два члана екипе, ЈАП жури да им помогне. |                    |                                      |                 |                         |               |

## Емитовање
Сезона је премијерно приказана 8. маја 2025. године и састоји се од десет епизода.